# Jake Kilrain
Jake Kilrain, de son vrai nom John Joseph Killion, est un boxeur américain né le 9 février 1859 à Brooklyn, New York, et mort le 22 décembre 1937 à Quincy, Massachusetts.

## Carrière

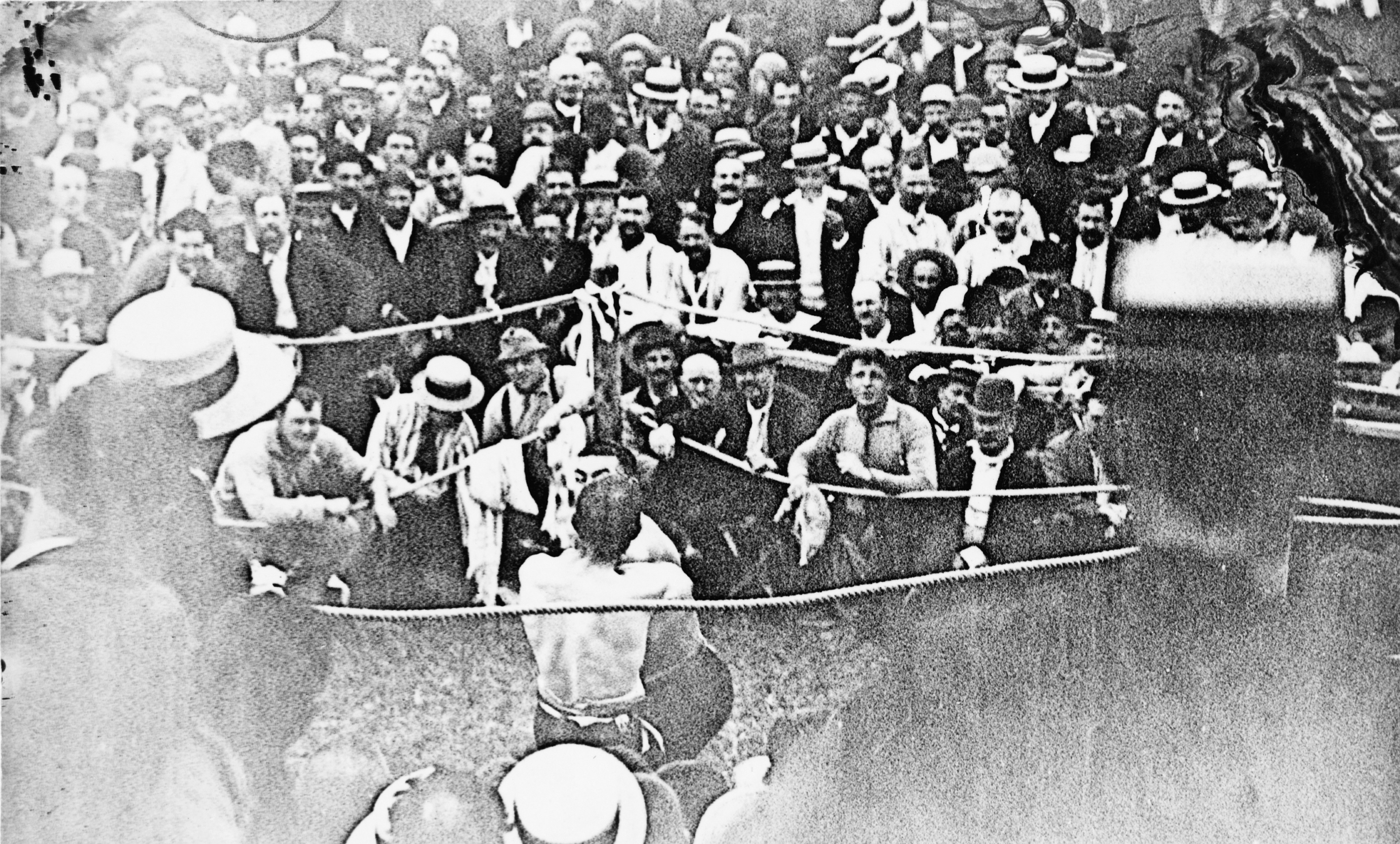
Combat Sullivan-Kilrain (1889)

Il remporte des succès contre George Godfrey et William Sheriff puis fait match nul face à Charley Mitchell et Mike Cleary avant d'affronter en 1889 John L. Sullivan pour ce qui sera le dernier championnat poids lourds de boxe à mains nues.
Le combat a lieu le 8 juillet à Richburg selon les règles du London Prize Ring, et bien que malmené, Kilrain ne s'incline que par jet de l'éponge de son homme de coin (Mike Donovan) au 76e round après 2 heures et 16 minutes d'affrontement.
Il met un terme à sa carrière en 1899 après deux défaites contre Jim Corbett et Godfrey sur un bilan de 18 victoires, 6 défaites et 12 matchs nuls.

## Distinction
- Jake Kilrain est membre de l'International Boxing Hall of Fame depuis 2012[1].